# Ophiorrhiza rufa
Ophiorrhiza rufa är en måreväxtart som beskrevs av Theodoric Valeton. Ophiorrhiza rufa ingår i släktet Ophiorrhiza och familjen måreväxter. Inga underarter finns listade i Catalogue of Life.